# Сорочкино (Ленинградская область)
Сорочкино — деревня в Мшинском сельском поселении Лужского района Ленинградской области.

## История
Впервые упоминается в писцовой книге Водской пятины 1500 года, как деревня Сорочкино Болото, в Никольском Грезневского погосте Копорского уезда.
Упомянута на карте Санкт-Петербургской губернии Я. Ф. Шмита 1770 года, как деревня Сорочкина .
Как деревня Сорочкина она обозначена на карте Санкт-Петербургской губернии 1792 года А. М. Вильбрехта.
С 1825 года в деревне размещалась этапная инвалидная команда.
Деревня Сорочкина, состоящая из 50 крестьянских дворов, упоминается на карте Санкт-Петербургской губернии Ф. Ф. Шуберта 1834 года.

СОРОЧКИНО — деревня принадлежит Ораниенбаумскому дворцовому правлению, число жителей по ревизии: 159 м. п., 157 ж. п.;

В оной этапное в крестьянском доме помещение (1838 год)

Деревня Сорочкино из 50 дворов отмечена на карте профессора С. С. Куторги 1852 года.

СОРОЧКИНО — деревня Ораниенбаумского дворцового правления, по почтовому тракту, число дворов — 61, число душ — 189 м. п. (1856 год)

СОРОЧКИНО — деревня Дворцового ведомства при реке Ящере, число дворов — 56, число жителей: 156 м. п., 203 ж. п.; Часовня православная и сельское училище. (1862 год)

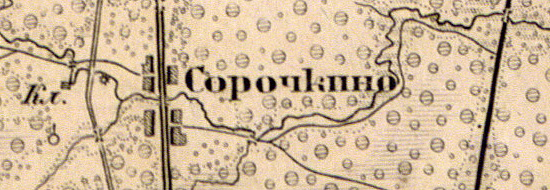
Деревня Сорочкино на карте 1863 года

Сборник Центрального статистического комитета описывал её так:

СОРОЧКИНА — деревня бывшая удельная при реке Ящере, дворов — 70, жителей — 416; часовня, три лавки. (1885 год)

В XIX — начале XX века деревня административно относилась к Луговской волости 1-го земского участка 1-го стана Лужского уезда Санкт-Петербургской губернии.
По данным «Памятной книжки Санкт-Петербургской губернии» за 1905 год, деревня Сорочкино, вместе с деревнями Мхи, Низовка и Ящера, образовывала Сорочинское сельское общество.
С 1917 по 1926 год деревня Сорочкино входила в состав Сорочинского сельсовета Луговской волости Лужского уезда.
С 1926 года, в составе Толмачёвской волости.
С 1927 года, в составе Лужского района.
С 1928 года, в составе Пехенецкого сельсовета. В 1928 году население деревни Сорочкино составляло 442 человека.
С 1932 года, в составе Красногвардейского района.
По данным 1933 года деревня Сорочкино входила в состав Ящерского сельсовета Красногвардейского района.
В 1958 году население деревни Сорочкино составляло 241 человек.
С июля 1959 года, в составе Мшинского сельсовета Гатчинского района.
С февраля 1963 года, в составе Мшинского сельсовета Лужского района.
По данным 1966, 1973 и 1990 годов деревня Сорочкино входила в состав Мшинского сельсовета.
В 1997 году в деревне Сорочкино Мшинской волости проживали 95 человек, в 2002 году — 116 человек (русские — 95 %).
В 2007 году в деревне Сорочкино Мшинского СП проживали 62 человека.

## География
Деревня расположена в северной части района на автодороге Р23 «Псков» (E 95, Санкт-Петербург — граница с Белоруссией).
Расстояние до административного центра поселения — 10 км.
Расстояние до ближайшей железнодорожной платформы Низовская — 4 км.
Через деревню протекает река Ящера.

## Демография
| 1862 | 2007 | 2010 | 2017 |
| ---- | ---- | ---- | ---- |
| 359  | ↘62  | ↘59  | ↗69  |

## Фото

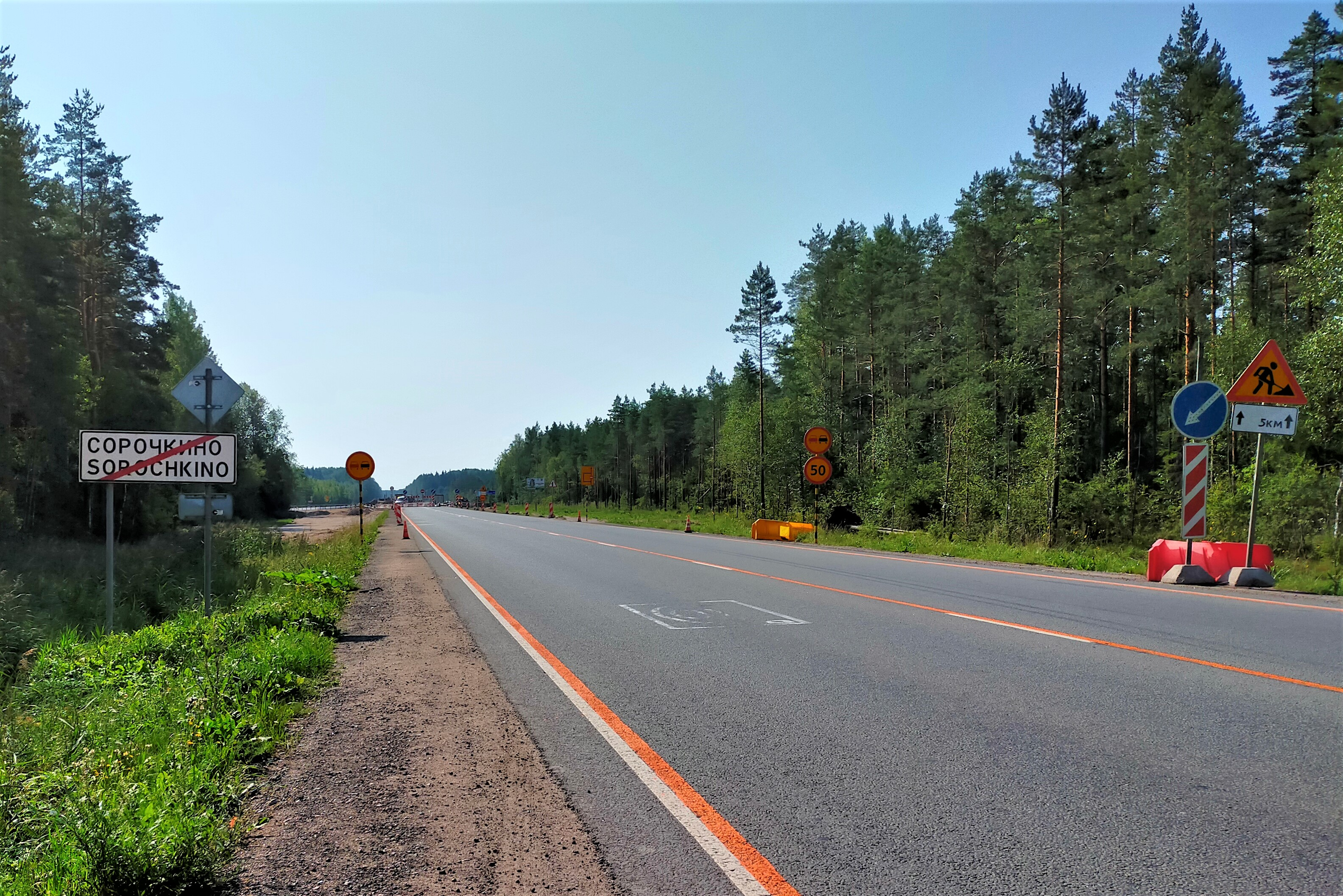
Дорожный знак на выезде из деревни, автодорога Р-23

## Улицы
Воркутинская, Детская, Диагональная, Заповедная, Зелёная, Изобретателей, Карпичная, Лесная, Лужская, Медиков, Молодёжная, Морская, Речная, Солнечная, Сосновая, Тихая, Элитная.